# Moïse et Salomon parfumeurs
Pour plus de détails, voir Fiche technique et Distribution.
Moïse et Salomon parfumeurs est un film français réalisé par André Hugon, sorti en 1935. 

## Fiche technique
- Titre original : Moïse et Salomon parfumeurs
- Réalisation : André Hugon
- Scénario : Paul Fékété
- Dialogues : Georges Fagot
- Décors : Armand Bonamy et Robert-Jules Garnier
- Photographie : Marc Bujard et Georges Kostal
- Musique : Jacques Janin
- Société de production : Films André Hugon
- Pays de production : France
- Format : Noir et blanc  - Mono
- Genre : comédie de mœurs[1]
- Durée : 97 minutes
- Date de sortie : 
  - France : 13 décembre 1935

## Distribution
- Léon Bélières : Moïse
- Charles Lamy : Salomon
- Meg Lemonnier : Lia, leur nièce
- Albert Préjean : André
- Alexandre Mihalesco : le rabbin
- Huguette Grégory : Madame la Marquise
- Armand Lurville : Samuel
- Yvonne Yma : la domestique
- Jean Kolb : Lecoin
- Louis Scott : le marquis
- André Dubosc : Auguste
- Paul Amiot : Supervielle
- Fred Marche
- Jeanine Zorelli

## Autour du film
- Moïse et Salomon parfumeurs est le troisième d'une série de quatre films d'André Hugon mettant en scène des personnages juifs, films qui sont, selon Claude Beylie et Philippe d'Hugues[2], de « lourdes farces brodant sur le folklore israélite », sans « aucun dérapage antisémite ».

- Le film est cependant parfois jugé antisémite, alors que précisément il s'applique à présenter les protagonistes comme de braves et honnêtes gens qui ont... le cœur à la place du porte-monnaie plutôt que l'inverse. Leur seule enseigne (A tout pour rien) suffit à renseigner sur leur pseudo-vénalité.

- Dans sa chronique du 18 décembre 1935 pour le Canard enchaîné, Henri Jeanson écrivait à propos de Moïse et Salomon parfumeurs : « Une histoire juive que M. André Hugon nous raconte en 2500 mètres... Encore de la pellicule gâchée. Où M. Paul Fékété, qui a écrit - si j'ose dire - le dialogue, a-t-il entendu des juifs parler dans cette langue étrangère qu’il leur prête ? [...] »[3].